# Hall of Fame italiana di football americano
La Hall of Fame italiana di football americano è stata istituita per la prima volta nel 2006 dalla NFL Italia con il nome Hall of Fame Italy per onorare chi (giocatore, allenatore, dirigente o arbitro) abbia significativamente contribuito allo sviluppo del football americano in Italia.
Ha avuto una storia travagliata a causa del frazionamento dell'organizzazione di questa disciplina sportiva nella penisola, ed è stata nuovamente iniziata dalla FIDAF con il nome FIDAF Hall of Fame in occasione del XXXVII Italian Bowl disputato l'8 luglio del 2017. Questa nuova istituzione sostituisce la precedente.

## Hall of Fame Italy

### Composizione del Comitato

#### Board costitutivo
Nel 2006 sono stati chiamati a far parte del Board costitutivo della Hall of Fame Italy in qualità di "Saggi" Massimo Martinetti, Marcello Loprencipe e Luigi Lodi. I Saggi hanno il compito di valutare le richieste di partecipazione e le nuove nomine al Board of Selectors (queste ultime devono essere ratificate all'unanimità entro il 10 marzo di ogni anno).

### Selectors
Da regolamento sono Selectors:
- il presidente della NFLI[2]
- i Commissioner di lega
- il CT della nazionale
- i presidenti dei team regolarmente iscritti a NFLI[3]
- il responsabile della Commissione Nazionale Arbitri
- tutti gli Hall-of-Famers eletti nel corso del tempo.

Entro il 10 marzo di ogni anno i Selectors formano un elenco indicando una preferenza per ciascuno. Nell'esprimere questa preferenza i Selectors sono sottoposti ad alcune regole:
1. nessuno può esprimere preferenza per se stesso
2. il responsabile della Commissione Nazionale Arbitri non può esprimere preferenza per un arbitro
3. un presidente di team non può esprimere preferenza per un proprio tesserato.

#### Board of Selectors
Per far parte del Board of Selectors occorre:
1. Non essere atleti in attività
2. Avere una riconosciuta profondità e continuità nella conoscenza del football americano in Italia.

Tra il 10 e il 20 marzo il Board of Selectors vota sull'elenco di 10 nomi stilato dai Selectors; ogni membro del board conferirà 3 punti al primo nominativo scelto, 2 punti al secondo, 1 punto al terzo. In caso di parità di punteggio vale il numero di membri che ha votato in favore del candidato; in caso di ulteriore parità si valuta la più lunga militanza, infine si ricorre a decisione dei tre Saggi.

### Cerimonia
La cerimonia di induzione nella Hall of Fame Italy si tiene ogni anno in occasione del Superbowl italiano.

### Avvio della Hall of Fame
Si stabilì che nel 2006 dovessero essere indotti Bruno Beneck e Giovanni Colombo (padri fondatori del football americano in Italia) e altri tre nominativi, che nel 2007 fossero indotti due ulteriori nominativi e che dal 2008 vi fosse una sola induzione all'anno.
In realtà nel 2007 le induzioni furono tre, mentre a partire dal 2008 non ne vennero più effettuate.

### Membri

#### 2006
Nel 2006 sono stati inseriti nella Hall of Fame Italy:
- Bruno Beneck, già presidente della LIF
- Giovanni Colombo, già presidente dell'AIFA e dei Rhinos Milano
- Mauro Dho, già halfback dei Tauri Torino e Giaguari Torino, MVP dell'XI Superbowl italiano
- Pier Paolo Gallivanone, già quarterback dei Frogs Gallarate, MVP del IV Superbowl italiano
- Lino Benezzoli, già quarterback dei Rhinos Milano

#### 2007
Nel 2007 sono stati inseriti nella Hall of Fame Italy:
- Giorgio Longhi, già runningback di Warriors, BAF, Rebels e Phoenix Bologna ed ex head coach della nazionale
- Luca Saguatti, già linebacker di Rams Milano e Frogs Legnano
- Giulio Felloni, già dirigente dell'AIFA e primo presidente delle Aquile Ferrara

#### Dal 2008
A causa della scissione federale avvenuta nel 2008 e della successiva chiusura della NFLI, dal 2008 non sono più state effettuate induzioni.

## IFL Hall of Fame
Nel 2011 la IFL aprì la sua Hall of Fame, nella quale fu inserito Reggie Greene.

### Membri

#### 2011
Nel 2011 è stato inserito nella IFL Hall of Fame:
- Reggie Greene, già runningback dei Giants Bolzano e degli Warriors Bologna

## FIDAF Hall of Fame
Il 2017 è l'anno del reboot della Hall of Fame italiana del football americano.

### Proposta e delega
A seguito di una proposta avanzata dal consigliere federale Gian Luigi Igi Baldini nel 2016, la Federazione Italiana di American Football (FIDAF) durante il Consiglio Federale del 20 e 21 gennaio 2017 ha dato delega allo stesso proponente e al consigliere Ruggero Pozza di occuparsi del Progetto creazione Hall of Fame.

### Composizione della Commissione
È stata creata, allo scopo, la Commissione FHOF formata dai suddetti Consiglieri Federali e da dieci “Saggi” (personaggi facenti parte della storia del football americano in Italia, fin dalle origini). Per un criterio di equità, dovendo condensare molti anni a partire dal 1980 in poi, nel 2017 sono stati inseriti 10 nominativi, mentre dal 2018 in avanti si procederà a selezionarne tre all’anno.

### Membri

#### 2017
Nella serata di sabato 8 luglio 2017, in occasione del XXXVII Italian Bowl, è stata eseguita la cerimonia dell'introduzione nella FIDAF Hall of Fame dei primi 10 nomi selezionati:
- Bruno Beneck, già promotore del football americano in Italia e presidente della LIF
- Giovanni Colombo detto Gionni, già presidente dell'AIFA e dei Rhinos Milano
- Giulio Felloni, già dirigente dell'AIFA e primo presidente delle Aquile Ferrara
- Robert Frasco, già quarterback dei Frogs Legnano, MVP del VII, VIII, e IX Superbowl italiano
- Giorgio Longhi detto il Sergente di ferro[8], già runningback di Warriors, BAF, Rebels e Phoenix Bologna, allenatore della Nazionale Italiana e dei Warriors Bologna
- Marcello Loprencipe, già cofondatore della LIF, fondatore e quarterback dei Gladiatori Roma, dirigente federale
- Alberto Marcucci, già cofondatore delle Pantere Rosa Piacenza e dei Rhinos Milano
- Giorgio Mazzucchelli, già runningback dei Frogs Legnano e della Nazionale Italiana
- Ray Semko, già allenatore dei Rhinos Milano, dei Phoenix Bologna e della nazionale
- Giovanni Pietro Zoncati detto il Conte, già giocatore dei Rhinos Milano, dei Frogs Legnano e della Nazionale Italiana, allenatore dei Frogs Legnano e dei Giaguari Torino

#### 2018
Nella serata di sabato 7 luglio 2018, in occasione del XXXVIII Italian Bowl è stata eseguita la cerimonia dell'introduzione dei seguenti nomi:
- Giovanni Frisiani Parisetti, già arbitro di lungo corso con quasi 1000 partite dirette, dirigente arbitrale e Presidente del Comitato Nazionale Arbitri
- Luigi Vedovato, già dirigente dei Rhinos Milano, dell'AIFA, della FIAF, della Nazionale Italiana, e commissario di campo
- Massimo Fierli, già quarterback di varie squadre e campione di 11 titoli nazionali di tackle e flag football, e giocatore della Nazionale di flag football dell'Italia

#### 2019
Nella serata di sabato 6 luglio 2019, in occasione del XXXIX Italian Bowl è stata eseguita la cerimonia dell'introduzione dei seguenti nomi:
- Jerry Douglas, già allenatore di diverse squadre di club e della nazionale
- Mauro Dho, già runningback dei Giaguari Torino, dei Tauri Torino e dei Frogs Legnano
- Mario Panzani, già wide receiver di varie squadre e campione di 3 titoli nazionali e giocatore della nazionale

#### 2020
A causa della pandemia di COVID-19 del 2019-2021 la stagione 2020 non è stata disputata e neppure sono state effettuate introduzioni nella Hall of Fame.

#### 2021
Nella serata di sabato 18 luglio 2021, in occasione del XL Italian Bowl è stata eseguita la cerimonia dell'introduzione dei seguenti nomi:
- Pierpaolo Gallivanone, già quarterback dei Frogs Legnano e della nazionale
- Paolo Caccamo, fondatore dei Grizzlies Roma
- Paolo Crosti, già quarterback  e in seguito rifondatore, presidente e allenatore dei Rams Milano

#### 2022
Nella serata di sabato 2 luglio 2022, in occasione del XLI Italian Bowl è stata eseguita la cerimonia dell'introduzione dei seguenti nomi:
- Pierluigi “Pippi” Moscatelli
- Diego Gennaro
- Massimo Martinetti

#### 2023
Nella serata di venerdì 7 luglio 2023, in occasione del XXIII Nine Bowl è stata eseguita la cerimonia dell'introduzione dei seguenti nomi:
- Argeo Tisma
- Paolo Mutti
- Bobby Davis

#### 2024
Nella serata di sabato 25 maggio 2024, in occasione dell'incontro fra i Seamen Milano e i Tirol Raiders è stata eseguita la cerimonia dell'introduzione del seguente nome:
- Marco Mutti

Nella serata di sabato 29 giugno 2023, in occasione del XLIII Italian Bowl è stata eseguita la cerimonia dell'introduzione dei seguenti nomi:
- Lino Benezzoli
- Giorgio Costa